# Rick Berman
Pour les articles homonymes, voir Berman.
Richard Keith Berman, dit Rick Berman (né le 25 décembre 1945 à New York, État de New York, États-Unis) est un scénariste et producteur de cinéma et de télévision américain.
Ayant commencé sa carrière comme producteur de documentaires (notamment pour HBO), Rick Berman est surtout connu pour avoir été à la tête de la production audiovisuelle (télévisuelle et cinématographique) de Star Trek durant dix-neuf ans (entre 1988 et 2006). Il succéda dans cette fonction à Gene Roddenberry, officiellement en 1991, en réalité dès 1988. Puis il céda la place à J. J. Abrams fin 2006.

## Filmographie

### Comme scénariste

#### Cinéma
- 1994 : Star Trek : Générations (Star Trek: Generations)
- 1996 : Star Trek : Premier Contact (Star Trek: First Contact)
- 1998 : Star Trek : Insurrection (Star Trek: Insurrection)
- 2002 : Star Trek : Nemesis (Star Trek: Nemesis)

#### Télévision
- Star Trek : La Nouvelle Génération : 1990 - 1992 :
  - Les frères (Brothers)
  - L'enseigne Ro (Ensign Ro)
  - Réunification 1re partie (Unification I)
  - Réunification 2e partie (Unification II)
  - Question de temps (A Matter Of Time)

- Star Trek: Deep Space Nine : 1993 - 1994 :
  - L’Émissaire (Emissary)
  - Le Maquis - 1re partie (The Maquis, Part I)
  - Le Maquis - 2e partie (The Maquis, Part II)

- Star Trek: Voyager : 1995 - 2001 :
  - 1995 : Le Pourvoyeur (Caretaker)
  - 1998 : Peur et Espoir (Hope And Fear)
  - 1998 : Éternité (Timeless)
  - 1999 : Les Médiateurs (Think Tank)
  - 1999 : L'USS Equinox 1re partie (Equinox)
  - 1999 : Star Trek: Voyager - L'USS Equinox 2e partie (Equinox, Part II)
  - 2000 : Star Trek: Voyager - Furie (en) (Fury)
  - 2001 : Star Trek: Voyager - La fin du jeu (Endgame)

- Star Trek: Enterprise : 2001 - 2005 :
  - Saison 1 :
    - En avant toute, partie 1 et  En avant toute, partie 2(Broken Bow)
    - Mission d'exploration (Fight Or Flight)
    - Le Peuple de la grotte (Strange New World)
    - Les Xyrilliens (Unexpected)
    - La Colonie perdue (Terra Nova)
    - Sanctuaire (The Andorian Incident)
    - Enlèvement (Shadows of P'Jem)
    - Compagnons d'armes (Shuttlepod One)
    - L'Esprit vulcain (Fusion)
    - Les Chasseurs (Rogue Planet)
    - Règles de l'abordage (Acquisition)
    - Détenus (Oasis)
    - Passager clandestin (Vox Sola)
    - Incident diplomatique (Fallen Hero)
    - La Traversée du désert (Desert Crossing)
    - Vacances sur Risa (Two Days and Two Nights)
    - Ondes de choc 1re partie (Shockwave)

- - Saison 2 :
    - 2002 : Ondes de choc 2e partie (Shockwave, Part II)
    - 2002 : Premier Contact (Carbon Creek)
    - 2002 : Mon ami Porthos (A Night in Sickbay)
    - 2002 : Les Maraudeurs (Marauders)
    - 2002 : Mission secrète (The Seventh)
    - 2002 : Objet contaminant (The Communicator)
    - 2002 : Une peur invisible (Vanishing Point)
    - 2002 : La Princesse (Precious Cargo)
    - 2003 : Contamination (Stigma)
    - 2003 : Les Envahisseurs (The Crossing)
    - 2003 : Le Troisième Sexe (Cogenitor)
    - 2003 : Chasseur de primes (Bounty)
    - 2003 : Menace sur la Terre (The Expanse)

- - Saison 3 :
    - 2003 : À la recherche des Xindis (The Xindi)
    - 2003 : Virus (Carpenter Street)
    - 2004 : Le cobaye (Harbinger)
    - 2004 : Intrigues (Azati Prime)
    - 2004 : Le Dernier Combat (Zero Hour)

- - Saison 4 :
    - 2005 : Le Dernier Voyage (These Are the Voyages...)

### Comme producteur

#### Cinéma
- 1994 : Star Trek : Générations (Star Trek: Generations)
- 1996 : Star Trek : Premier Contact (Star Trek : First Contact)
- 1998 : Star Trek : The Experience - The Klingon Encounter
- 1998 : Star Trek : Insurrection (Star Trek: Insurrection)
- 2002 : Star Trek : Nemesis (Star Trek: Nemesis)
- 2006 : Star Trek : The Beginning (projet uniquement)

#### Télévision
- 1982 : Family Ties (Sacrée famille)
- 1982 : Cheers
- 1985 : MacGyver
- 1987 : Star Trek : La Nouvelle Génération (Star Trek : The Next Generation) : producteur superviseur (1987-1988), coproducteur exécutif (1988-1989), producteur exécutif (1989-1994)
- 1993 : Star Trek: Deep Space Nine : créateur et producteur exécutif (1993-1999)
- 1995 : Star Trek: Voyager : créateur et producteur exécutif (1995-2001)
- 2001 : Star Trek: Enterprise : créateur et producteur exécutif (2001-2005)

### Comme acteur
- 1993 : Cheers - One For The Road (caméo)

## Récompenses et distinctions

### Récompenses
- 1982 : Emmy Award pour le documentaire The Big Blue Marble (HBO)

## À noter
- Rick Berman aura divisé l'opinion des trekkies, du public, et des critiques américains.
- Certains lui reprochent d'avoir mis un terme (en 1994) à la série Star Trek : La Nouvelle Génération alors qu'elle était à son apothéose, d'avoir créé (en 1993) la série Star Trek: Deep Space Nine beaucoup plus sombre et ambivalente que les précédentes, et d'avoir créé et coscénarisé (en 2001) Enterprise, une série prequelle polémique sise un siècle avant Star Trek : The Original Series et qui sera finalement annulée (en 2005) par la Paramount[1].
- Mais beaucoup estiment au contraire que Rick Berman a eu le grand mérite de produire plus de 600 épisodes télévisés et quatre films durant près de deux décennies, tout en réussissant à renforcer la continuité et la cohérence interne de l'univers Star Trek, sans manquer pour autant de préserver la vision idéaliste de son créateur Gene Roddenberry.

C'est aussi durant « l'ère Rick Berman » (1986-2006) que Star Trek connut son apogée (1996) populaire, médiatique et critique au sein de la culture anglo-américaine, avec la multiplication des spin-offs, l'expansion de l'univers étendu (romans, BD, jeux, produits dérivés...), le soutien public de personnalités scientifiques (tel Stephen Hawking), le grossissement de la communauté des fans, et la production simultanée de pas moins de deux séries télévisées et d'une saga cinématographique,!